# Пушкино (деревня, Москва)
Пушкино — деревня в Новомосковском административном округе Москвы  (до 1 июля 2012 года была в составе Ленинского района Московской области). Входит в состав поселения Филимонковское.

## История
Название деревни, предположительно, произошло от некалендарного личного имени Пушка.
В XIX веке деревня Пушкино входила в состав Десенской волости Подольского уезда. В 1899 году в деревне проживало 106 человек.
Согласно Всероссийской переписи, в 2002 году в деревне проживало 23 человека (8 мужчин и 15 женщин). По данным на 2005 год в деревне проживало 22 человека.

## Расположение
Деревня Пушкино находится примерно в 4 км к югу от центра города Московский. Ближайшие населённые пункты — посёлок Радиоцентр и посёлок Филимонки.